# アスカ監査法人
アスカ監査法人 （英文名称：Aska & Co.）は、日本における中堅監査法人である。TIAG（The International Accounting Group）と提携している。

## 概要
- 東京事務所 - 東京都港区西新橋2-7-4　CJビル 6階
- 大阪事務所 - 大阪府大阪市北区梅田1-2-2　大阪駅前第2ビル 3階
- 人員ー社員9名、職員39名(職員のうち公認会計士14名、会計士試験合格者11名)、計48名
- クライアント数ー上場会社20社を含む52社(2024年6月30日時点)[2]

## 沿革
- 1984年9月 - アスカ公認会計士共同事務所設立
- 1987年4月 - アスカ監査法人設立
- 2004年4月 - 大阪事務所開設
- 2004年10月 - TIAGのメンバーファームとなる
- 2010年9月 - PCAOB（公開企業会計監視委員会）に登録

## 主な金商法監査クライアント
2024年10月1日以降は公認会計士法及び金融商品取引法によるみなし登録上場会社等監査人に該当したために上場会社との新規クライアント契約は不可となっていたが、2025年5月20日に日本公認会計士協会から登録上場会社等監査人の登録拒否の処分を受けたため、クライアント契約している上場企業の監査は事業年度末までとなる。2025年6月26日時点における監査対象の上場会社と直近の監査報酬は下記の通り。
| 順位 | 会社名                 | 直近監査報酬 | 監査継続期間                                  |
| ---- | ---------------------- | ------------ | --------------------------------------------- |
| 1    | THEグローバル社        | 4,620万円    | 2022年6月期以降(あずさ→アスカ)※2506期で辞任   |
| 2    | カラダノート           | 2,160万円    | 2023年7月期以降(トーマツ→アスカ)※2507期で辞任 |
| 3    | アウンコンサルティング | 1,750万円    | 2022年5月期以降(東陽→アスカ)※2505期で辞任     |
| 4    | かんなん丸             | 1,050万円    | 2009年6月期以降(新日本→アスカ)※2506期で辞任   |

## 監査法人にかかわる出来事
- 2017年9月 - 金融庁より契約の新規の締結に関する業務の停止（3か月）および業務改善命令を受ける[7]。
- 2024年11月 - 公認会計士・監査審査会より金融庁長官に対し、行政処分その他の措置を講ずるよう勧告された[8]。これは監査調書の改ざんや品質よりも収益重視の姿勢等が問題視されたものである。
- 2025年1月- 金融庁より契約の新規の業務の停止（6か月）および業務改善命令を受ける[9]
- 2025年5月 - 日本公認会計士協会より登録上場会社等監査人の登録拒否の処分を受ける[10]。上場企業の監査はカラダノートの2025年7月期株主総会終了時までとなり、2028年5月までは登録上場会社等監査人への登録申請は出来ない。

## 脚註
1. 1 2  日本公認会計士協会 登録上場会社等監査人情報　事務所の概要
2. ↑  “業務及び財産の状況に関する説明書類”. 2024年2月10日閲覧。
3. ↑  会計監査人の異動に関するお知らせTHEグローバル社 2025年5月23日
4. ↑  会計監査人の異動に関するお知らせカラダノート 2025年5月26日
5. ↑  会計監査人の異動に関するお知らせアウンコンサルティング 2025年5月23日
6. ↑  会計監査人の異動に関するお知らせかんなん丸 2025年5月23日
7. ↑  監査法人及び公認会計士の懲戒処分等について：金融庁 2017年9月22日
8. ↑  “アスカ監査法人に対する検査結果に基づく勧告について”.   公認会計士・監査審査会. 2024年12月8日閲覧。
9. ↑  “監査法人の処分について”. www.fsa.go.jp. 2025年3月15日閲覧。
10. ↑  第32回　上場会社等監査人登録審査会　議事要旨日本公認会計士協会 2025年5月20日